# Cô bé đến từ những đám mây
Cô bé đến từ những đám mây (Tiếng Slovak: Spadla z oblakov, "Xpa-đơ-lơ giơ a-blơ-ca-vơ", tên tiếng Việt: Maika - Cô bé từ trên trời rơi xuống) là bộ phim truyền hình khoa học viễn tưởng được phát bằng tiếng Slovak cho trẻ em vào năm 1978. Bộ phim rất nổi tiếng ở Tiệp Khắc và nhiều nước trên thế giới.
Bộ phim được chuyển thể từ cuốn sách Spadla z nebe (Cô bé đến từ bầu trời) được xuất bản năm 1967 bởi Václav Pavel Borovička, nhà văn và một nhà viết kịch bản phim người Czech. Ấn bản đầu tiên rất thành công và theo sau là hàng loạt lần tái bản mà gần đây nhất là vào năm 2000 (ISBN 80-7214-365-4).

## Nội dung
Một ngày nọ, bầu trời ở khu vực dãy núi phía sau làng Čabovce bỗng tối sầm rồi lại sáng một cách bất thường, rồi một sinh vật ngoài hành tinh đáp xuống. Mang trong mình hình hài của một cô bé, sinh vật đó gặp bọn trẻ trong làng và kết bạn với họ. Cô bé được bọn trẻ đặt tên là Mai-a (Maija). Mặc dù Mai-a sở hữu một vốn kiến thức rộng lớn về thế giới con người, cô bé thật sự không hiểu cảm xúc của con người cũng như cách cư xử của họ. Mai-a sử dụng khả năng bay lượn và sao chép đồ vật của mình cho những trò vui và những chuyến phiêu lưu cùng các bạn mình.
Khả năng phi thường của Mai-a dần dần thu hút sự chú ý của một tổ chức bí mật. Ngay khi nhân viên của tổ chức tìm cách bắt lấy Mai-a, chúng tìm cách phá hủy nguồn năng lượng của cô bé. Mai-a, lúc này đã trở lại nguyên hình là một người ngoài hành tinh, buộc phải quay về hành tinh quê hương của cô bé (hành tinh Gurun) nhưng cô hứa sẽ quay trở lại Trái Đất.
Bộ phim kết thúc khi Mai-a trở về bình an vô sự thay vì chết như trong sách.

## Diễn viên
- Zuzana Pravnanská trong vai Majka
- Matej Landl vai Karol
- Lubor Cajka vai Slávo
- Svetlana Majbová vai Katka
- Karol Polák vai Dedič
- Michal Suchánek (Czech actor) vai Jurko
- Pavel Lazar vai Ferko
- Roman Kudrna vai Igor
- Mária Hájková vai grandmother
- Václav Babka vai doctor
- Ján Kramár vai VB Kvasnák
- Milan Kis vai Slávo's father, hotel doorman
- František Zvarík vai Valko, hotel manager
- Peter Scholtz vai Emil Horák
- Emil Horváth St. vai giáo viên
- Jozef Bednárik vai Palo

## Tên phim trong các ngôn ngữ khác
Bộ phim đã được phát sóng ở nhiều quốc gia khác (lần đầu tiên là vào năm 1981 ở Na Uy) dưới nhiều tên gọi khác nhau:
- Tiếng Anh: She came out of the blue sky
- Tiếng Ba Lan: Majka z kosmosu
- Tiếng Bulgaria: Паднала от облаците
- Tiếng Đức: Sie kam aus dem all
- Tiếng Hungary: Csillagok küldötte
- Tiếng Na Uy: Majka - jenta frå verdsrommet
- Tiếng Nga: Приключения в каникулы
- Tiếng Slovak: Spadla z oblakov
- Tiếng Tây Ban Nha: Mayka - La Niña del Espacio
- Tiếng Việt: Cô bé đến từ những đám mây (Maika - Cô bé từ trên trời rơi xuống)

## Giới thiệu
| Nhân vật | Diễn viên          | Tập phim                 |
| -------- | ------------------ | ------------------------ |
| Maija    | Zuzana Pravňanská  | Sinh vật lạ              |
| Karol    | Matej Landl        | Bay                      |
| Katka    | Svetlana Majbová   | Bận đồ cưới              |
| Slavo    | Ľubor Čajka        | Đột nhập                 |
| Bà       | Mária Hájková      | Lễ chiêu đãi             |
| Valko    | František Zvarík   | Cha nuôi                 |
| Emil     | Petr Scholtz       | Thư ký                   |
| Fero     | Pavol Lazar        | Bí mật                   |
| Igor     | Roman Kudrna       | Chiến dịch "Bồ công anh" |
| Bác sĩ   | Václav Babka       | Chơi quần vợt            |
| Kvašňák  | Ján Kramár         | Bắt cóc                  |
| Dedič    | Karol Polák        | Bắn súng                 |
| Jirko    | Michal Suchánek II | Hẹn gặp lại              |

## Hậu trường
Bộ phim được sản xuất vào năm 1978 bởi Đài truyền hình Tiệp Khắc Bratislava và hãng Gottwaldov, bao gồm 13 tập, mỗi tập 25 phút. Radim Cvrček đạo diễn bộ phim, Zuzana Pravňanská thủ vai Maika. Nhạc phim được soạn bởi Harry Macourek.
Phim không dựa vào kĩ xảo điện ảnh mà giữ cốt truyện đơn giản, tập trung vào việc hiểu biết thế giới con người qua góc nhìn của một đứa trẻ.
Maika có kiến thức khoa học khá sâu, tuy nhiên về cuộc sống hàng ngày lại khá hời hợt.

## Chi tiết thú vị
Bài hát "Cô bé đến từ những đám mây" trong phim sau này được ca sĩ Miro Jaroš (14/3/1978-) trình bày theo phong cách của Pet Shop Boys, thu lại làm single thứ hai trong album Tlaková níž phát hành năm 2008. Mái tóc của cô bé từ trên trời rơi xuống sau này được đặt tên cho một kiểu tóc, gọi là kiểu Maika. Tính cách hơi "ngây ngô" sau này được gọi là "từ trên trời rơi xuống".
Ở Việt Nam, bộ phim đã được trình chiếu từ đầu thập niên 80 thế kỷ XX và rất được trẻ em yêu thích, tuy nhiên do trình độ thời đó chưa cho phép việc hiểu đúng tên phim, cho nên các nhà phát hành phim phải đổi tên thành "Maika - Cô bé từ trên trời rơi xuống" hoặc "Maika - Cô bé từ trên trời xuống". Gần đây, có nhiều ý kiến đã đề nghị sửa lại theo nguyên gốc, nhất là việc thực hiện mua bản quyền phát sóng một cách đầy đủ theo văn bản pháp lý hiện hành, và cái tên "Maika" đã được trở lại theo cách phát âm tiếng Slovak là "Mai-a" (Maija).
Tuy vậy, cái tên "Maika" đã thực sự phổ biến trong ký ức nhiều thế hệ trẻ Việt Nam, nó xuất hiện ở khắp mọi nơi và trở nên thân thuộc, lâu dần được dùng để đặt tên cho những nhân vật mang giới tính nữ và được tạo ra từ kỹ thuật. Trong chương trình "Chiếc nón kỳ diệu" đã từng xuất hiện nhân vật đứng bên ô chữ có tên là Maika - có giọng nói, song lại là một nhân vật được tạo ra từ đồ họa 3D.

## Phiên bản khác
Maika - Cô bé đến từ hành tinh khác Lưu trữ ngày 23 tháng 5 năm 2023 tại Wayback Machine là phiên bản phim điện ảnh Việt hoá do Hàm Trần làm đạo diễn. Phim do BHD sản xuất năm 2022, là tác phẩm khoa học viễn tưởng dành cho trẻ em đầu tiên tại Việt Nam.
Câu chuyện của Maika (Chu Diệp Anh) xoay quanh nhân vật Hùng (Lại Trường Phú), một cậu bé đang chịu sự cô đơn sau khi mất mẹ và người bạn thân phải đột ngột chuyển đi nơi khác. Điều kỳ diệu xảy ra khi Hùng đột nhiên phát hiện ra một con tàu vũ trụ gặp nạn và gặp gỡ cô bé ngoài hành tinh Maika. Không chỉ có ngoại hình xinh xắn, Maika còn có những siêu năng lực kỳ diệu và một chút ngây thơ với những phong tục nơi Trái đất. Cùng nhau, bộ đôi đã bắt đầu một cuộc phiêu lưu thú vị, tràn ngập niềm vui về tình bạn, gia đình và lòng trắc ẩn. Và bên cạnh đó, không thể quên nhắc đến các chiến thuật sáng tạo do những đứa trẻ sáng tạo nên để đối đầu với những kẻ xấu muốn bắt cóc Maika... 